# 三橋敏雄
三橋 敏雄（みつはし としお、1920年11月8日 - 2001年12月1日）は、俳人。

## 生涯
東京都八王子市出身。実家は絹織物業であったが、家業が傾き進学を諦め、書籍取次の東京堂（後に取次部門は日本出版配給に吸収）で働きながら実践商業学校（現実践学園中学・高等学校）夜間部を卒業。1943年召集を受け横須賀海兵団に入団。戦後は1972年まで運輸省所属の練習船事務長として日本丸、海王丸などに勤務した。
俳句は1935年、東京堂の先輩に勧められ社内句会に参加。1936年に「句と評論」「馬酔木」などに投句。1937年渡辺白泉の「風」に参加、白泉に師事し、新興俳句無季派の俳人となる。1938年「広場」同人となり、西東三鬼にも師事。1939年「京大俳句」にも参加するが、新興俳句弾圧事件により終刊に追い込まれた。戦後は西東三鬼主宰の「断崖」、山口誓子主宰の「天狼」同人。同人誌「面」・「俳句評論」同人。1967年、第14回現代俳句協会賞受賞。1986年「壚坶(ローム)」監修。1989年「畳の上」で第23回蛇笏賞受賞。三橋敏雄に強い影響を受け私淑のち師事した俳人に池田澄子、遠山陽子、三橋孝子、沼尻玲子などがいる。
戦後も無季俳句の好題である戦争にこだわり続けた。代表的な句に「かもめ来よ天金の書をひらくたび」「いつせいに柱の燃ゆる都かな」（以上『まぼろしの鱶』所収）「戦争と畳の上の団扇かな」（『畳の上』所収）などがある。

## 著書
- まぼろしの鱶 句集 俳句評論社 1966
- 真神 三橋敏雄句集 端渓社 1973　のち邑書林句集文庫
- 青の中 選句集 コーベブックス 1977.3
- 弾道　深夜叢書   選句集　1977.7
- 鷓鴣　南柯書局　句集　　1979.1
- 巡礼　南柯書局　句集　1979.10
- 太古　選句集　南柯書局　1981.11
- 三橋敏雄全句集 立風書房 1982.2
- 畳の上 句集 立風書房 1988.12
- 三橋敏雄全句集〈増補版〉　立風書房　1990.3
- 海 三橋敏雄句集 1992.1 ふらんす堂文庫
- 三橋敏雄 花神社 1992.9 花神コレクション
- 三橋敏雄 自選三百句 春陽堂書店 1992.4 俳句文庫
- 長濤 三橋敏雄句集 沖積舎 1993.4
- しだらでん 三橋敏雄句集 沖積舎 1996.11
- 長濤 三橋敏雄句集 沖積舎 1996.11　異装本
- 三橋敏雄句集 粟津則雄編 芸林書房 2002.6 芸林21世紀文庫
- 定本三橋敏雄全句集　林桂編　風の花冠文庫　2016.8